# Iwaszewo (rejon charowski)
Iwaszewo (ros. Ивашево) – wieś w Rosji, w rejonie charowskim obwodu wołogodzkiego. W 2010 r. liczyła 4 mieszkańców.